# Golpe Botelho Moniz
Il golpe Botelho Moniz fu, secondo alcuni storici, un tentativo di colpo di Stato nei mesi di marzo e aprile del 1961 in Portogallo, ad opera di ufficiali liberali guidati dal generale Júlio Botelho Moniz, allora ministro della difesa, contrari alla Guerra coloniale portoghese iniziata in Angola, sostenuta dal dittatore António de Oliveira Salazar.
Il piano era di presentare una mozione di sfiducia verso Salazar durante la riunione del consiglio della difesa convocato per l'8 aprile 1961, ma Salazar, probabilmente avvertito non partecipò alla riunione.
L'organizzazione della rivolta non ebbe successo e nei giorni seguenti lo scontro venne risolto con le dimissioni di alte cariche della gerarchia militare.

## Personaggi coinvolti
- Júlio Botelho Moniz
- Francisco Craveiro Lopes
- Francisco da Costa Gomes